# 2,3,4-Trichloranisol
2,3,4-Trichloranisol ist eine chemische Verbindung aus der Gruppe der chlorierten Anisole.

## Vorkommen
2,3,4-Trichloranisol wird von Pilzen wie Mucor spp. und Penicillium spp. produziert.

## Eigenschaften
2,3,4-Trichloranisol ist ein Feststoff, der praktisch unlöslich in Wasser ist. Er ist (wie auch andere Trichloranisole) bereits in einer Konzentration von 0,2–2,0 ng/l wahrnehmbar. Es wird für das korkige Aroma von Wein verantwortlich gemacht.

## Verwendung
2,3,4-Trichloranisol wird als Standard-Geruchsstoff mit einem Geruch nach muffig feuchtem Holz oder „Korkgeschmack“ verwendet. Es kann auch als Zwischenprodukt zur Herstellung von anderen Chemikalien (wie zum Beispiel 2,3,4,7,8-Pentachlordibenzofuran) verwendet werden.